# Малък египетски тушканчик
Малък египетски тушканчик (на латински: Jaculus jaculus) е вид дребен бозайник от семейство Тушканчикови (Dipodidae).

## Разпространение
Разпространен е в пустинни и полупустинни райони на Северна Африка и Близкия изток от Мароко до Иран на надморска височина до 1500 m.

## Описание
Дължината на тялото му е 10 - 12 cm, а теглото му 45 - 75 g. Видът е нощен.